# Microrégion de São Jerônimo

Localisation de la microrégion de São Jerônimo

La microrégion de São Jerônimo est une des microrégions du Rio Grande do Sul appartenant à la mésorégion métropolitaine de Porto Alegre, au Brésil. Elle est formée par l'association de neuf municipalités. Elle recouvre une aire de 4 855,917 km2 pour une population de 140 396 habitants (IBGE - 2005). Sa densité est de 28,9 hab./km2. Son IDH est de 0,779 (PNUD/2000).

## Municipalités[1]
- Arroio dos Ratos
- Barão do Triunfo
- Butiá
- Charqueadas
- General Câmara
- Minas do Leão
- São Jerônimo
- Triunfo
- Vale Verde

## Microrégions limitrophes
- Montenegro
- Porto Alegre
- Camaquã
- Cachoeira do Sul
- Santa Cruz do Sul
- Lajeado-Estrela